# Vicedo
Vicedo (en gallego: O Vicedo) es un municipio español de la comarca de La Mariña Occidental, en la provincia de Lugo, Galicia. En su término cuenta con las playas de Arealonga, Xilloi, Área Grande y Abrela, además de otras más pequeñas como Fomento, Caolín (Vicedo Viejo) y Vidreiro, situadas cerca del puerto del pueblo, y Moledos.
El municipio tiene una población de 1723 habitantes (2018) y una superficie de 76 km².

## Etimología
El nombre de Vicedo parece provenir del latín vitiates. Esto puede ser traducido como «el lugar donde abunda la vicia», una legumbre perteneciente a la familia  Fabaceae, muy abundante en las costas de toda Europa.

## Geografía física y medioambiental

### Ubicación
El término municipal de Vicedo se encuentra Ubicado En Ría del Barquero, situado en el noroeste de la península ibérica. Está ubicado en la comarca de La Mariña Occidental, situado al norte de la comunidad autónoma de Galicia. Limita al norte con el mar Cantábrico, al sur con el municipio de Orol, al este con Vivero y al oeste con el de Mañón. Su término municipal abarca una superficie de 75,96 km².
| Noroeste: Mañón y la Ría del Barquero | Norte: Mar Cantábrico | Noreste: Ría de Vivero |
| Oeste: Mañón                          |                       | Este: Vivero           |
| Suroeste: Mañón                       | Sur: Orol             | Sureste: Vivero        |

### Orografía
El relieve del municipio de Vicedo se caracteriza por unas formas por lo general, accidentadas, con fuertes contrastes. El municipio es cruzado por dos núcleos montañosos, que lo recorren de sur a norte: la sierra de couteiro, que se introduce desde el término municipal con Orol, en la parroquia de Cabanas, que alcanza su máxima altura en el monte Padró, cercano al límite con Vivero. La otra formación principal es la de Riobarba, que parte desde la parroquia homónima, de escasa altitud, que lo forman una serie de montes que permanecen en resalte.

### Geodesia
La geodesia de Vicedo viene resumida en la siguiente tabla, en la que se recogen los diferentes vértices que se encuentran ubicados dentro del término municipal, indicándo la altitud de los mismos.
| Término municipal | Punto geodésico | Altitud | Número | Hoja MTN |
| ----------------- | --------------- | ------- | ------ | -------- |
| Vicedo            | Muro Novo       | 466,698 | 251    | 2        |
| Vicedo            | O Facho         | 218,056 | 272    | 2        |
| Vicedo            | O Padró         | 512,026 | 858    | 8        |

### Costa
En el litoral del municipio de Videdo existen un total de ocho playas, las cuales tienen dimensiones y ocupación diferentes en función de sus características y el entorno donde están situadas. Las de mayor ocupación son las playas de Abrela, Xilloi y Arealonga.
- Playa de Abrela
- Playa de Areagrande
- Playa de Tixoso
- Playa de Xilloi
- Playa de Caolín
- Playa de Vidreiro
- Playa de Fomento
- Playa de Arealonga

En sus costas se han producido 2 varamientos masivos de calderones tropicales, y recientemente en su ría se obtuvieron las únicas fotografías no Japonesas de un calamar gigante.

### Vulcanismo
En la zona de la playa de Xilloi, se puede hallar rocas volcánicas.

## Historia
En la Edad Media las parroquias que ahora componen todo el municipio de Vicedo pertenecían a diferentes Señores feudales, eclesiásticos y laicos.
Con la Constitución de 1812 se crean los primeros Ayuntamientos. El territorio que ahora ocupa el municipio de Vicedo aún no se corresponde con el actual, sino que se divide en 3 ayuntamientos: Negradas, Val y Cabanas.
Una nueva división municipal se establece en el R.D. de 1835 donde el territorio actual del municipio se distribuye en los siguientes ayuntamientos: Galdo (O Vicedo, Negradas y Valle) y Vivero (Suegos, Mosende, Riobarba y Cabanas).
Esta división duró solamente 5 años y en el año 1840 (18 de octubre) ya aparece el Ayuntamiento de Riobarba, reflejado en el Boletín Oficial de la provincia de Lugo con las parroquias actuales del municipio de Vicedo.
Durante los siguientes años se mantuvo cierta estabilidad manteniéndose Riobarba como capital del municipio del mismo nombre, hasta que en el año 1952 mediante circular del gobernador civil de Lugo, se cambió la capitalidad y el nombre de municipio por el de Vicedo (14 de julio de 1952), nombre de un lugar de la parroquia da San Esteban de Vale que posteriormente se utilizó para designar tanto a la parroquia como al ayuntamiento. En 1983, mediante la Ley 3/1983, del 15 de junio, de normalización lingüística, el topónimo oficial pasó a ser O Vicedo.
Existe constancia histórica de que en su territorio existieron numerosos conventos y monasterios, destacando los de las Islas Coelleira y San Martín.

## Geografía humana

### Organización territorial
El municipio está formado por ciento treinta y siete entidades de población distribuidas en siete parroquias:
- Cabanas (Santa María)
- Mosende (San Pedro)
- Negradas[10] (San Miguel)[9][12]
- Riobarba[10] (San Pablo)[9][12][13]
- Suegos (Santa María)
- Valle[10] (San Román)[9][14]
- Vicedo[10] (San Estebo)[9][15]

### Demografía
Cuenta con una población de 1589 habitantes (INE 2024).
| Gráfica de evolución demográfica de O Vicedo entre 1842 y 2021 |
| |
| Población de derecho según los censos de población del INE Población de hecho según los censos de población del INEEn estos censos se denominaba Riobarba: 1842, 1857, 1860, 1877, 1887, 1897, 1900, 1910, 1920, 1930, 1940 y 1950 En estos censos se denominaba Vicedo: 1960, 1970 y 1981 |

## Patrimonio

### Patrimonio arqueológico
Castros
En el municipio hay catalogados un total de tres castros, aunque la mayoría están en un mal estado de conservación.
- Castro de Punta do Castro, en la parroquia de Vicedo.
- Castro de Tarroeira, en la parroquia de Vicedo.
- Castro da Suegos, en la parroquia de Suegos.

Asentamiento vikingo
Vicedo cuenta con el único asentamiento vikingo de toda la península, que está pendiente de excavación.

### Arquitectura religiosa
- Monasterio templario de la Isla Coelleira.

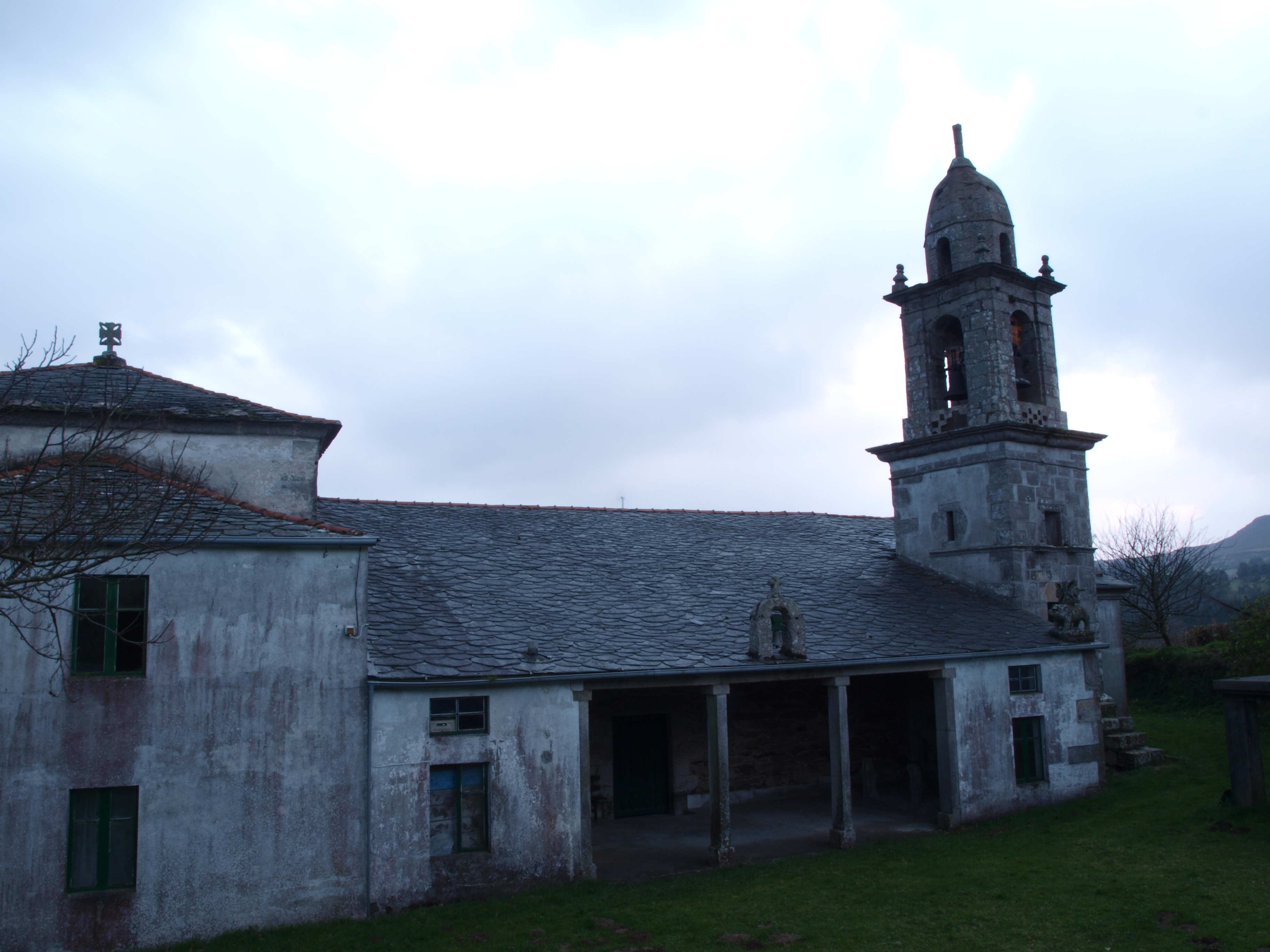
Iglesia de Santa María de Cabanas.

- Iglesia de Santa María de Cabanas

La iglesia de Santa María de Cabanas, está ubicada al sur del término municipal, en la parroquia homónima. Este es uno de los tres templos que mandó edificar el noble Fernán Pérez de Andrade en la comarca de la Mariña.
- Iglesia de San Miguel de Negradas

La iglesia de San Miguel de Negradas es un templo de estilo románico, que se ubica al noroeste del término municipal.
- Iglesia de San Pablo de Riobarba

- Iglesia de Santa María de Suegos

- Iglesia de San Román del Valle